# ウィリー・フレーザー
ウィリアム・パトリック・フレーザー（William Patrick Fraser , 1964年5月26日 - ）は、アメリカ合衆国・ニューヨーク州ニューヨーク出身の元プロ野球選手（投手）。右投右打。

## 経歴

### アメリカ時代
1985年のMLBドラフト1巡目でカリフォルニア・エンゼルスに入団。1986年9月10日、メジャーデビュー。1987年から1988年にかけては2年連続で二桁勝利を挙げている。
1991年にトロント・ブルージェイズに移籍したが、同年シーズン途中にセントルイス・カージナルスへ移籍した。1992年と1993年はメジャー昇格出来ず、1994年にフロリダ・マーリンズで3年ぶりにメジャー昇格を果たした。
プロ入り以降10数回もの転居を繰り返し、年齢的にMLBで先発入りの可能性が低下してきた事から1995年の春先にNPBのヤクルト入団テストを受験。しかしヤクルトには同時期に受験したテリー・ブロスが採用され、自身はモントリオール・エクスポズでプレーしている。

### オリックス時代
オリックス・ブルーウェーブから投手陣の保険としてオファーを受け、1996年4月3日に契約金、年俸合わせて6,000万円（推定）で入団契約を結んだ。このうち年俸は3,000万円ないし4,000万円だったといわれる。初先発となった5月3日の対ダイエー戦では2回以降毎回の7四球を出した上に8盗塁を許して6回途中に降板したが、相手の拙攻に助けられて勝利投手となった。この試合後中西太コーチの助言などに従ってモーションを改良し、続く5月15日の対近鉄戦では1盗塁のみにとどめて連勝を挙げる。勝ち運はあったが投球内容は芳しく無く5月に1ヶ月ローテーションに入ってだけで二軍落ちした。
オールスター明けから一軍復帰してからは投球内容も安定し、9月29日の対日本ハム戦まで負けなしの8連勝を記録し、金田政彦や豊田次郎とともに後半戦の先発ローテーションを支えてチームの優勝に貢献。9月には4勝0敗、防御率1.89の成績で月間MVPを受賞している。巨人との日本シリーズでは第2戦で先発し、7回0/3をわずか70球で被安打2、無失点に抑える好投で勝ち投手になった。
年俸が7,700万円（推定）と大幅に増した1997年はキャンプの段階から仰木彬監督にローテーションの中心としての期待され、開幕投手に指名されたものの二日連続の雨によって先発が流れている。1勝4敗と不振のため5月中旬から1ヶ月間二軍落ちを経験したが、後半戦で6勝を挙げて2年連続の二桁勝利を達成した。
1998年はオープン戦で好調だったものの登板予定日に雨が続き、そのまま開幕から2週間ローテーションを飛ばされている。不振もあって7月にはマーク・ミムズが入団し、9月以降はマークと入れ替わる形でリリーフに回った。同シーズン終了後の10月7日退団。
現在はロサンゼルス・ドジャースのスカウトを務めている。

## プレースタイル・人物
ワインドアップから大きくクロスステップする投球フォームが特長で、最速140km/h台前半ながら打者の手元で小さく変化するストレートを投げていた。さらにチェンジアップやカーブで緩急をつけ、縦のスライダーやフォークボールも組み合わせて同じ球種を2球続けることはほとんどなかったという。
オリックスでは常に中嶋聡とバッテリーを組み、テンポが早くストライクの先行する投球スタイルを持ち味としていた。来日当初は制球難に苦しんだが、日本の野球に慣れてからは本領を発揮し、制球も改善された。
目つきが鋭く口ひげを蓄える強面の風貌だったが繊細な性格で、試合前はブルペンに閉じこもってペーパーバックを読みふける事もあったという。ミステリを好み、読書しながら地下鉄でグリーンスタジアムに通勤していた。
1998年7月5日の対近鉄戦の7回表1アウト1塁、12対3と近鉄リードの場面で、近鉄の大村直之が3塁線にセーフティバントを成功させた。敗戦処理で登板し、かつ気温35℃を超える状況での野球の不文律に反するプレーにフレーザーは激怒し、その後中村紀洋に報復死球を与えた。中村は激昂し、フレーザーに詰め寄り乱闘騒ぎになった。

## 詳細情報

### 年度別投手成績
| 年 度    | 球 団      | 登 板 | 先 発 | 完 投 | 完 封 | 無 四 球 | 勝 利 | 敗 戦 | セ 丨 ブ | ホ 丨 ル ド | 勝 率 | 打 者 | 投 球 回 | 被 安 打 | 被 本 塁 打 | 与 四 球 | 敬 遠 | 与 死 球 | 奪 三 振 | 暴 投 | ボ 丨 ク | 失 点 | 自 責 点 | 防 御 率 | W H I P |
| -------- | ---------- | ----- | ----- | ----- | ----- | -------- | ----- | ----- | -------- | ----------- | ----- | ----- | -------- | -------- | ----------- | -------- | ----- | -------- | -------- | ----- | -------- | ----- | -------- | -------- | ------- |
| 1986     | CAL        | 1     | 1     | 0     | 0     | 0        | 0     | 0     | 0        | --          | ----  | 20    | 4.1      | 6        | 0           | 1        | 0     | 0        | 2        | 0     | 0        | 4     | 4        | 8.31     | 1.62    |
| 1987     | CAL        | 36    | 23    | 5     | 1     | 1        | 10    | 10    | 1        | --          | .500  | 744   | 176.2    | 160      | 26          | 63       | 3     | 6        | 106      | 12    | 1        | 85    | 77       | 3.92     | 1.26    |
| 1988     | CAL        | 34    | 32    | 2     | 0     | 0        | 12    | 13    | 0        | --          | .480  | 861   | 194.2    | 203      | 33          | 80       | 7     | 9        | 86       | 12    | 6        | 129   | 117      | 5.41     | 1.45    |
| 1989     | CAL        | 44    | 0     | 0     | 0     | 0        | 4     | 7     | 2        | --          | .364  | 375   | 91.2     | 80       | 6           | 23       | 4     | 5        | 46       | 5     | 0        | 33    | 33       | 3.24     | 1.12    |
| 1990     | CAL        | 45    | 0     | 0     | 0     | 0        | 5     | 4     | 2        | --          | .556  | 315   | 76.0     | 69       | 4           | 24       | 3     | 0        | 32       | 1     | 0        | 29    | 26       | 3.08     | 1.22    |
| 1991     | TOR        | 13    | 1     | 0     | 0     | 0        | 0     | 2     | 0        | --          | .000  | 123   | 26.1     | 33       | 4           | 11       | 2     | 3        | 12       | 2     | 0        | 20    | 18       | 6.15     | 1.67    |
| 1991     | STL        | 35    | 0     | 0     | 0     | 0        | 3     | 3     | 0        | --          | .500  | 210   | 49.1     | 44       | 9           | 21       | 3     | 3        | 25       | 4     | 0        | 28    | 27       | 4.93     | 1.32    |
| '91計    | STL        | 48    | 1     | 0     | 0     | 0        | 3     | 5     | 0        | --          | .375  | 333   | 75.2     | 77       | 13          | 32       | 5     | 6        | 37       | 6     | 0        | 48    | 45       | 5.35     | 1.44    |
| 1994     | FLA        | 9     | 0     | 0     | 0     | 0        | 2     | 0     | 0        | --          | 1.000 | 63    | 12.1     | 20       | 1           | 6        | 3     | 0        | 7        | 2     | 0        | 9     | 8        | 5.84     | 2.11    |
| 1995     | MON        | 22    | 0     | 0     | 0     | 0        | 2     | 1     | 2        | --          | .667  | 114   | 25.2     | 25       | 6           | 9        | 1     | 3        | 12       | 2     | 0        | 17    | 16       | 5.61     | 1.32    |
| 1996     | オリックス | 18    | 15    | 1     | 1     | 0        | 10    | 2     | 0        | --          | .833  | 411   | 99.2     | 88       | 9           | 37       | 3     | 2        | 51       | 0     | 1        | 36    | 34       | 3.07     | 1.25    |
| 1997     | オリックス | 24    | 21    | 1     | 1     | 0        | 10    | 9     | 0        | --          | .526  | 519   | 121.0    | 118      | 17          | 46       | 0     | 4        | 65       | 0     | 0        | 62    | 59       | 4.39     | 1.36    |
| 1998     | オリックス | 24    | 16    | 1     | 0     | 0        | 5     | 5     | 1        | --          | .500  | 476   | 108.2    | 126      | 10          | 41       | 3     | 3        | 36       | 5     | 2        | 60    | 57       | 4.72     | 1.54    |
| MLB：8年 | MLB：8年   | 239   | 57    | 7     | 1     | 1        | 38    | 40    | 7        | --          | .487  | 2825  | 657.0    | 640      | 89          | 238      | 26    | 29       | 328      | 40    | 7        | 354   | 326      | 4.47     | 1.34    |
| NPB：3年 | NPB：3年   | 66    | 52    | 3     | 2     | 0        | 25    | 16    | 1        | --          | .610  | 1406  | 329.1    | 332      | 36          | 124      | 6     | 9        | 152      | 5     | 3        | 158   | 150      | 4.10     | 1.38    |

- 各年度の太字はリーグ最高

### 表彰
- 月間MVP：1回（1996年9月）

### 記録
- 初登板：1996年4月28日、対近鉄バファローズ戦（グリーンスタジアム神戸）、9回表から救援登板、0/3回を2失点
- 初先発、初勝利：1996年5月3日、対福岡ダイエーホークス戦（福岡ドーム）、5回0/3を被安打6、与四球7、自責点1
- 初完投、初完封：1996年8月17日、対福岡ダイエーホークス戦（福岡ドーム）、9回 被安打5、与四球4

### 背番号
- 46 (1986年)
- 52 (1986年)
- 27 (1987年 - 1991年途中)
- 46 (1991年途中 - 同年終了)
- 44 (1994年)
- 49 (1995年)
- 19 (1996年 - 1998年)